# Ækvivalensprincip
 Denne artikel bør gennemlæses af en person med fagkendskab for at sikre den faglige korrekthed.

Einsteins ækvivalensprincip er en grundantagelse i den
almene relativitetsteori. Hvis ækvivalensprincippet viser sig ikke at være overholdt, vil det være et hårdt slag for teorien. Einsteins ækvivalensprincip findes i flere udgaver. Man snakker ofte om en stærk og en svag formulering af Einsteins ækvivalensprincip. En mulig formulering af den svage udgave er:
"Gravitationen er koblet til alting"
Dette skal forstås på den måde at alt stof dels påvirkes af og dels selv er en kilde til et gravitationsfelt eller rettere rumtidskrumning. Man kan derfor ikke skærme af for gravitationen. Man bør bemærke at pga. Einstens berømte relation mellem masse og energi
(E=mc²)
gælder udsagnet også for energien.
Den stærke udgave kan formuleres på følgende måde (med en gravitationel testpartikel forstås en partikel som er under påvirkning af et gravitationsfelt, men som ikke selv bidrager til feltet):
"Bevægelsen for en gravitationel testpartikel i et gravitationsfelt, er uafhængig af partiklens masse og sammensætning"
Selvom man ikke kan skærme af for gravitationen, kan man ved valg af koordinatsystem lokalt set "fjerne" den (med lokalt forstås, at der er tale om en begrænset del af rummet, hvor ændringen i gravitationsfeltet kan negligeres). En anden formulering ækvivalensprincippet er derfor:
"Intet lokalt eksperiment kan skelne ikke-roterende frit fald i et gravitationsfelt fra bevægelse med konstant hastighed i et rum, der ikke er under påvirkning af gravitation"
Pga. ligheden i den Newtonske teori mellem tyngdekraften og udtrykket for den resulterende kraft foreslog Einstein også denne formulering af ækvivalensprincippet, der inddrager den specielle relativitetsteori:
"Et referencesystem, der bevæger sig med konstant acceleration i forhold til et inertialsystem i den specielle relativitetsteori, er lokalt set identisk med et referencesystem i hvile under påvirkning af et gravitationsfelt"
At de sidste to formuleringer er ækvivalente kan ses af følgende tankeeksperiment. Vi forestiller os en rumraket, der befinder sig i en del af rummet, hvor der ikke er nogen gravitationel påvirkning og en elevator, der befinder sig på jorden. En observatør vil ikke være i stand til at afgøre om vedkommende befinder sig i rumraketten under konstant acceleration eller i elevatoren, der holder stille. Tilsvarende kan man heller ikke skelne mellem elevatoren i frit fald (vi ser bort fra luftmodstanden) eller raketten, der bevæger sig med konstant hastighed.